# The 18th Letter
The 18th Letter é o álbum de estreia do músico de hip hop Rakim, cinco anos depois do duo Eric B. & Rakim ter acabado. O álbum foi produzido por DJ Clark Kent, Pete Rock, Nick Wiz, e DJ Premier entre outros. Uma versão limitada do álbum foi vendida com um disco de compilação, The Book Of Life, com os maiores êxitos de Eric B. & Rakim.
| Críticas profissionais                                                      | Críticas profissionais |
| Avaliações da crítica                                                       | Avaliações da crítica  |
| Fonte                                                                       | Avaliação              |
| --------------------------------------------------------------------------- | ---------------------- |
| Allmusic                                                                    | [ 2 ]                  |
| Chicago Tribune                                                             | [ 3 ]                  |
| New York Times                                                              | (favorável)            |
| Pitchfork Media                                                             | (8.0/10)               |
| Rolling Stone                                                               | [ 6 ]                  |
| The Source                                                                  | [ 7 ]                  |
| Spin                                                                        | (7/10)                 |
| USA Today                                                                   | [ 9 ]                  |
| Yahoo! Music                                                                | (favorável)            |
| Esta tabela precisa de ser acompanhada por texto em prosa. Consulte o guia. |                        |

## Faixas
1. Intro
2. The 18th Letter (Always And Forever)
3. Skit
4. It's Been A Long Time
5. Remember That
6. The Saga Begins
7. Skit
8. Guess Who's Back
9. Stay A While
10. New York (Ya' Out There)
11. Show Me Love
12. Skit
13. Mystery (Who Is God?)
14. When I'm Flowin'
15. It's Been A Long Time (Suave House Mix)
16. Guess Who's Back (Alternative Mix)
17. Outro

### The Book of Life
Todas as faixas escritas e compostas por Eric B. & Rakim. 
| CD             |                          |         |  |
| N.º            | Título                   | Duração |  |
| 1.             | "I Know You Got Soul"    | 4:43    |  |
| 2.             | "Follow the Leader"      | 5:32    |  |
| 3.             | "Eric B. is President"   | 6:15    |  |
| 4.             | "Microphone Fiend"       | 5:13    |  |
| 5.             | "I Ain't No Joke"        | 3:52    |  |
| 6.             | "Lyrics of Fury"         | 4:11    |  |
| 7.             | "My Melody"              | 6:47    |  |
| 8.             | "Know the Ledge"         | 3:58    |  |
| 9.             | "Move the Crowd"         | 3:36    |  |
| 10.            | "Let the Rhythm Hit ’Em" | 5:24    |  |
| 11.            | "Mahogany"               | 4:27    |  |
| 12.            | "In the Ghetto"          | 5:26    |  |
| 13.            | "Casualties of War"      | 4:02    |  |
| 14.            | "The Punisher"           | 4:06    |  |
| 15.            | "Paid in Full"           |         |  |
| Duração total: | Duração total:           | 68:41   |  |